# Skumlatex

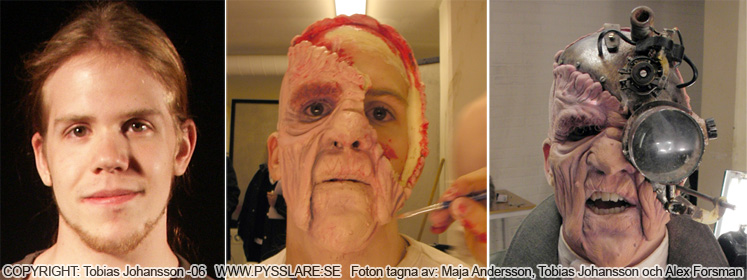
Hur man applicerar en foamlatex-mask, visad i tre steg

Skumlatex (även varmskum och foam-latex) är ett latex-material som används främst inom film-, reklam- och teatervärlden för gjutningar av ansiktsmasker, kroppsdelar och andra skinnliknande lösdelar. Materialet, om det är korrekt framställt, liknar, till yta och egenskaper, en väldigt finporig skumgummimadrass och väger väldigt lite. Det är även förvånansvärt flexibel och stark, vilket gör att det är perfekt att använda till ansiktsmasker eftersom man inte är begränsad av att material stramar åt eller är klumpigt.
I stort sett alla lite mer effektspäckade filmer/teaterpjäser brukar ha masker/lösdelar av skumlatex. Exempel på filmer som använder skumlatex-lösdelar är t.ex. Star Wars-filmerna, Sagan om ringen-trilogin, Hellboy, Wallace and Gromit-filmerna och även svenska Frostbiten.
Även musikgrupper som t.ex. Lordi och Gwar använder foam-latex masker som en del av deras scenshow och image.

## Materialfakta
Det som skiljer skumlatex från vanlig latex är, precis som namnet säger, att latexen skummas upp och expanderar under omrörning. Man tillsätter sedan en "härdare" under omrörningsprocessen som vulkaniserar latexen och får den att bibehålla sin expanderade storlek. 
När man sedan gjort detta häller man röran i en gjutform och bakar alltihop i en ugn tills all fukt drivits ut ur latexblandningen. Efter att det är klart kan man öppna formen och ta ut en mjuk, porös men ändå hållbar och flexibel skumlatex-del.